# Pachira fuscolepidota
Pachira fuscolepidota är en malvaväxtart som först beskrevs av Julian Alfred Steyermark, och fick sitt nu gällande namn av W.S. Alverson. Pachira fuscolepidota ingår i släktet Pachira och familjen malvaväxter. Inga underarter finns listade i Catalogue of Life.